# Srednja Meminska
Srednja Meminska is een plaats in de gemeente Majur in de Kroatische provincie Sisak-Moslavina. De plaats telt 55 inwoners (2001).